# Route 209 (Québec)
Pour les articles homonymes, voir Route 209.
La route 209 (R-209) est une route régionale québécoise d'orientation nord / sud située sur la rive sud du fleuve Saint-Laurent. Elle dessert la région de la Montérégie.

## Tracé
Elle débute à la frontière américaine, à Franklin. Elle se termine sur la route 132 à Sainte-Catherine, après avoir traversé quelques villages agricoles. Elle croise également l'A-30 à Saint-Constant, mais aucun échangeur ne permet de relier ces dernières de façon directe.

## Frontière internationale
À son extrémité sud, à Franklin, la route 209 relie le Québec à l'État deNew York, aux États-Unis. À la frontière, la route 209 devient la NY 189. La route entre aux États-Unis par la municipalité de Clinton, dans le comté du même nom. Il n'est toutefois pas possible de passer des États-Unis vers le Canada.

## Localités traversées (du sud au nord)
Listes des municipalités dont le territoire est traversé par la route 209, regroupées par municipalité régionale de comté.

### Montérégie
Le Haut-Saint-Laurent
- Franklin
- Saint-Chrysostome

Les Jardins-de-Napierville
- Sainte-Clotilde
- Saint-Rémi

Roussillon
- Saint-Constant
- Sainte-Catherine

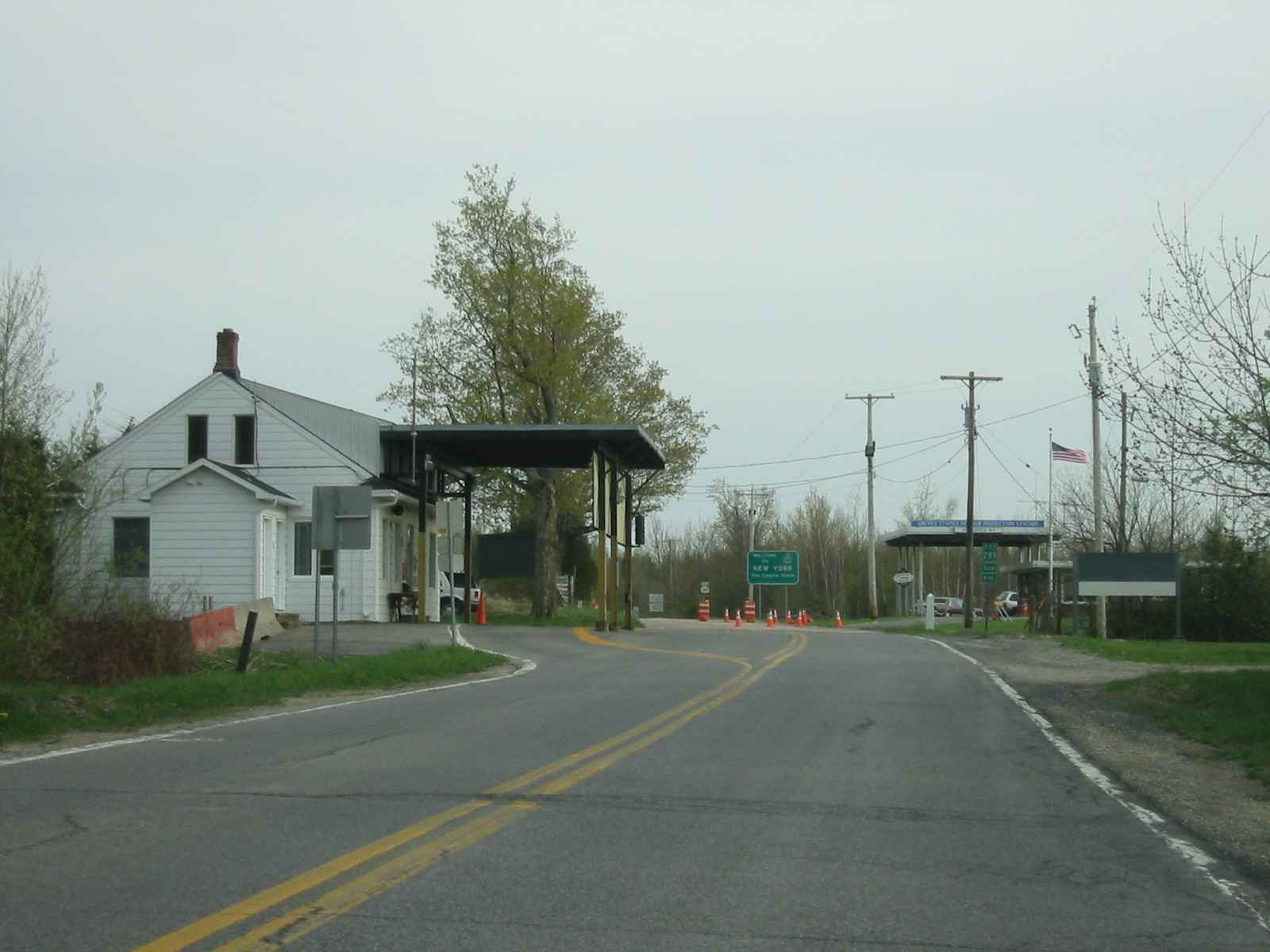
Extrémité sud de la route 209 à la frontière canado-américaine.
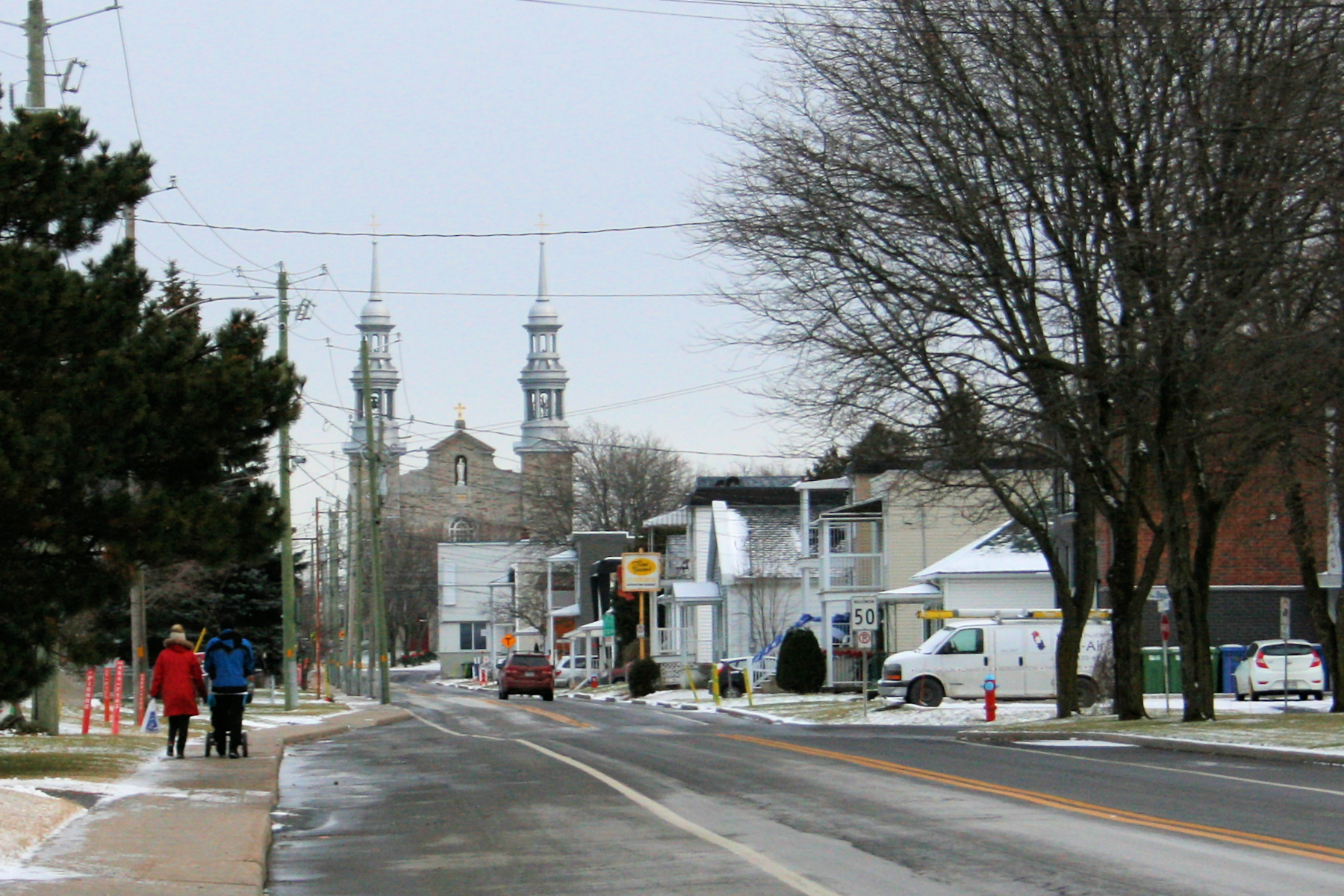
Rue de l'Église près de l'intersection avec la route 209 à Saint-Rémi.

## Intersections majeures
| MRC                                     | Municipalité      | km    | Destinations                                                  | Notes                                                                              |
| --------------------------------------- | ----------------- | ----- | ------------------------------------------------------------- | ---------------------------------------------------------------------------------- |
| Le Haut-Saint-Laurent                   | Franklin          | 0,00  | NY 189 sud – Churubusco                                       | Continue dans l'État de New York                                                   |
| Le Haut-Saint-Laurent                   | Franklin          | 0,00  | Frontière canado-américaine (direction sud seulement)         |                                                                                    |
| Le Haut-Saint-Laurent                   | Franklin          | 4,50  | R-202 – Hemmingford, Huntingdon                               | Huntingdon indiqué en direction sud seulement                                      |
| Le Haut-Saint-Laurent                   | Franklin          | 8,50  | R-201 – Havelock, Ormstown                                    | Pas d'indications en direction nord                                                |
| Le Haut-Saint-Laurent                   | Saint-Chrysostome | 20,30 | R-203 – Russeltown, Frontière USA                             | Indications vers R-203 sud seulement                                               |
| Les Jardins-de-Napierville              | Sainte-Clotilde   | 32,20 | R-205 – Sainte-Martine, Saint-Urbain-Premier, Sainte-Clotilde | Sainte-Martine indiqué en direction nord, Sainte-Clotilde indiqué en direction sud |
| Les Jardins-de-Napierville              | Saint-Rémi        | 43,80 | R-221 – Saint-Michel, Napierville, Montréal                   | Saint-Michel indiqué en direction nord, Napierville indiqué en direction sud       |
| Roussillon                              | Sainte-Catherine  | 58,90 | R-132 – Pont Honoré-Mercier, Candiac                          |                                                                                    |
| - Accès incomplet - Transition de route |                   |       |                                                               |                                                                                    |